# 1936 en sport automobile
Chronologie du Sport automobile
1935 en sport automobile - 1936 en sport automobile - 1937 en sport automobile

## Les faits marquants de l'année1936enSport automobile
- Le Roumain Ion Zamfirescu remporte le Rallye automobile Monte-Carlo sur une Ford.
- Le pilote allemand Bernd Rosemeyer est champion d'Europe des pilotes de Grand Prix.

## Par mois

### Mars
- 1er mars : Grand Prix de Pau.

### Avril
- 13 avril : Grand Prix de Monaco.

### Mai
- 10 mai : Grand Prix automobile de Tripoli.
- 17 mai : Grand Prix automobile de Tunisie.
- 30 mai : 500 miles d'Indianapolis
- 31 mai : Grand Prix automobile des Frontières.

### Juin
- 7 juin
  - Grand Prix automobile de Penya-Rhin.
  - Grand Prix automobile de Rio de Janeiro.
- 14 juin : Bernd Rosemeyer remporte l'Eifelrennen 1936.
- 21 juin : victoire de Tazio Nuvolari au Grand Prix automobile de Hongrie.
- 28 juin : Grand Prix de France.

### Juillet
- 26 juillet : Grand Prix automobile d'Allemagne.

### Août
- 15 août : Grand Prix automobile de Pescara.
- 23 août : Grand Prix automobile de Suisse.

### Septembre
- 13 septembre : Grand Prix automobile d'Italie.

### Octobre
- 12 octobre (Sport automobile) : Coupe Vanderbilt.

## Naissances
- 27 janvier : Henri Grandsire, pilote automobile et un acteur français.
- 4 mars : Jim Clark, pilote automobile écossais. († 7 avril 1968).
- 7 mars : Claude Ballot-Léna, pilote de course automobile français, († 5 décembre 1999).
- 4 avril : Lucette Pointet, pilote de rallye française.
- 13 avril : José Rosinski, journaliste sportif et coureur automobile français. († 3 juin 2011).
- 16 mai : Leo Geoghegan, pilote automobile australien. († 2 mars 2015).

- 18 juin : Denis Clive Hulme, pilote de course automobile néo-zélandais, († 4 octobre 1992).
- 7 juillet : Jo Siffert, pilote automobile suisse († 24 octobre 1971).
- 25 août : Gordon Johncock, pilote automobile américain double vainqueur des 500 miles d'Indianapolis.
- 20 octobre : Bob Burdick (en), pilote automobile américain. Ancien pilote de NASCAR. († 4 octobre 2007).
- 23 octobre : Jean-Pierre Hanrioud, pilote automobile français.
- 27 octobre : Dave Charlton, pilote automobile sud-africain,  († 24 février 2013).
- 30 décembre : Joe Buzzetta, pilote automobile américain.

## Décès
- 26 juillet : Gil Andersen, pilote automobile américano-norvégien. (° 27 septembre 1879).